# 강허달림
강허달림(1974년 6월 7일~ )은 대한민국의 싱어송라이터이다. 고등학교를 졸업하자마자 기타 하나 둘러메고 상경한 강허달림은 한국 블루스를 대표하는 밴드 신촌 블루스의 보컬을 거치며 ‘한국 블루스 디바’라는 별칭까지 얻었다.

## 이름
강허달림의 본명은 ‘강경순’이다. 강은 아버지, 허는 어머니 성이다. 예명 ‘강허달림’의 ‘달림’은 하늘에 뜬 달이 아니라, 씩씩하게 ‘달린다는’ 의미다. 그래서 스스로를 ‘달리는 갱순이’라 부르며 자신의 인디레이블 이름을 ‘런뮤직’으로 짓기도 했다.

## 생애
전라남도 승주군 상사면 용계리 죽전마을에서 태어났으며, 마을은 수몰되었다. 어린 시절부터 가수의 꿈을 키웠고, 오랜 무명 생활을 거쳤다.

## 음반 목록
- 정규 1집 《기다림, 설레임》(미러볼뮤직, 2008)
- 정규 2집 《넌 나의 바다》(미러볼뮤직, 2011)